# デゲネリア科
デゲネリア科（デゲネリアか、学名: Degeneriaceae）は、被子植物のモクレン目に属する科の1つである。ただ1属、デゲネリア属（Degeneria）のみを含み、2種ほどが知られる。常緑高木であり、葉は互生、精油をもつ。雄しべは葉状で葯は背軸面につき、雌しべは1個の心皮からなり合わせ目の融合が不完全である。フィジー諸島に分布する。
デゲネリアの名（Degeneria）は、タイプ標本を採集したアメリカ合衆国の植物学者であるでオットー・デゲネル（Otto Degener）に献名されたものである。

## 特徴
常緑性の高木であり、高さ30メートルになる。髄は隔膜をもつ。節は5葉隙5葉跡性。道管の隔壁は斜めで階紋穿孔をもつ。師管の色素体はP-type。精油を含む。
葉は互生し、単葉、全縁、葉脈は羽状、油点をもち、葉柄が存在、托葉を欠く（図1）。気孔は平行型。
花は両性、放射相称、葉腋から生じる長い花柄の先に垂下して単生する（図1）。萼片は3枚、離生し、宿存性。花弁は12–18枚、離生する。雄しべは葉状、多数、離生し、求心的に成熟、3本の維管束をもち、葯は背軸側につく（図1）。タペート組織は分泌型、小胞子形成は同時型、花粉は2細胞性、単溝粒。雄しべのうち内側の5–15個は葯を欠く仮雄しべとなる。雌しべは1個（ときに2個）で単心皮性、不完全心皮として知られ、嚢状で合わせ目が完全には融合しておらず、この部分がとさか状に柱頭になっている（図1）。子房上位、心皮の縫合線に沿って多数の胚珠がつき、胚珠は倒生胚珠で珠柄が長く、厚層珠心、2珠皮性、珠孔は内珠皮性。胚嚢はタデ型。おそらく甲虫によって送粉される。
果実は袋果状の非裂開果、20–30個の種子を含む（図1）。胚乳形成は造壁型。胚乳は油質。種子は扁平、橙赤色の肉質種皮をもつ。胚はよく分化しているが非常に小さい。子葉は3–4枚。染色体数は 2n = 24。

## 分布
フィジー諸島のビティレブ島、バヌアレブ島、タベウニ島に分布する。
多雨多湿の明るい二次林に生育する。

## 系統と分類
葉状の雄しべ、および不完全心皮というデゲネリア科に見られる特徴は、被子植物における最も原始的な状態の1つである考えられていた。しかし20世紀末以降の分子系統学的研究からは、デゲネリア科に見られる"原始的"な特徴の一部は、デゲネリア科またはモクレン目における派生形質であることも示唆されている。
古典的な被子植物の分類体系である新エングラー体系やクロンキスト体系では、デゲネリア科はモクレン目に分類されていた。その後一般的となったAPG分類体系でも、デゲネリア科はモクレン目に分類されている。
デゲネリア科の中にはただ1属、デゲネリア属（Degeneria）のみが知られている。またデゲネリア属の中には、2種が認識されている（下表1）。
表1. デゲネリア科の分類体系の一例
- デゲネリア科 Degeneriaceae Orb. (1845)
  - デゲネリア属 Degeneria I.W.Bailey & A.C.Sm. (1942)
    - Degeneria roseiflora John M.Mill. (1988)
花は直径2–4センチメートル (cm)、花弁はピンク色から赤紫色、仮雄しべは5–11個、果実長はふつう 6 cm 以下。バヌアレブ島とタベウニ島に分布。
    - Degeneria vitiensis I.W.Bailey & A.C.Sm. (1942)
花は直径 4–8 cm、花弁は白色からベージュ色、仮雄しべは9–15個、果実長はふつう 6–12 cm。主にビティレブ島に分布するが、バヌアレブ島からも報告されている。